# Sporting Fingal
Sporting Fingal (Iers:Cumann Peile Fhine Gall) was een Ierse voetbalclub uit het county Fingal.
De club werd in 2007 opgericht op initiatief van de county council (het bestuur) van Fingal. De club mocht voor het seizoen 2008 de vacante plaats in de tweede klasse innemen die het ter ziele gegane Kilkenny City had achtergelaten. Het eerste seizoen eindigde de club op de vierde plaats in de twaalf clubs tellende competitie. In het seizoen 2009 werd de club derde in de competitie en na play-offwedstrijden (nummer twee Shelbourne FC van de First Division werd met 2-1 verslagen en Bray Wanderers uit de Premier Division werd met 2-0 thuis en 2-2 uit verslagen) werd promotie naar de Premier Division behaald en werd tevens de Ierse beker gewonnen door in de finale Sligo Rovers met 2-1 te verslaan, waarmee tevens deelname aan de UEFA Europa League 2010/11 werd bereikt.
Op 10 februari 2011 besloot de club om geen licentie voor het volgende seizoen aan te vragen en vanwege financiële problemen in ontbinding te gaan.

## Erelijst
FAI Cup winnaar in 2009

## Sporting Fingal in Europa
#Q = #kwalificatieronde, T/U = Thuis/Uit, W = Wedstrijd, PUC = punten UEFA coëfficiënten .
Uitslagen vanuit gezichtspunt Sporting Fingal
| Seizoen | Competitie    | Ronde | Land              | Club        | Totaalscore | 1e W    | 2e W    | PUC |
| ------- | ------------- | ----- | ----------------- | ----------- | ----------- | ------- | ------- | --- |
| 2010/11 | Europa League | 2Q    | Vlag van Portugal | CS Marítimo | 4-6         | 2-3 (T) | 2-3 (U) | 0.0 |

Totaal aantal punten voor UEFA coëfficiënten: 0.0